# 1625 год в России
Царствование: 1613—1645 — Михаила Фёдоровича

## События
- 20 мая — жалование патриарху Филарету царской грамоты, наделявшей Церковь судебной властью над духовенством и жителями монастырских и церковных вотчин[1].
- Патриарх Филарет установил праздник в память перенесения в Москву Ризы Господней, подаренной Михаилу Фёдоровичу иранским шахом Аббасом I[2].
- Адыгский князь Шолох-мурза жалован царём грамотой на княжение «над всеми нерусскими народами» с титулом князя Черкасского (ум. 1636).
- Переговоры с посольством Персии[3].
- Пожалован боярством: Хилков Андрей Васильевич[4].
- Местничество: 
  - Ляпунов Владимир Прокопьевич и Ляпунов Ульян Семёнович против Волконского Фёдора Фёдоровича и Ловчикова Иван Юрьевича[5].
  - Крюков Максим Петрович и Волконский Фёдор Фёдорович[5].

## Города и поселения
- На Спасской (Фроловской) башне Московского Кремля русскими мастерами под руководством английского мастера Христофора Головея, построены первые Куранты с музыкой (в 1628 и 1668 годах восстанавливались после пожара)[6].
- 1619—1625 — в Сольвычегодске на Троицкой стороне возводился новый острог (22 башни, свыше 1,4 км.)[7].

## Руководители приказов
| Года      | Приказ                | Ф,И,О главы                     | Примечания                    |
| --------- | --------------------- | ------------------------------- | ----------------------------- |
| 1617-1626 | Новгородская четверть | Грамотин Иван Тарасьевич        |                               |
| 1619-1626 | Посольский приказ     | Грамотин Иван Тарасьевич        |                               |
| 1624-1626 | Золотая палата        | Грамотин Иван Тарасьевич        |                               |
| 1619-1628 | Ямской приказ         | Пожарский Дмитрий Михайлович    | Боярин                        |
| 1621-1628 | Разбойный приказ      | Пожарский Дмитрий Михайлович    | Боярин                        |
| 1619-1629 | Книгопечатного дела   | Телепнёв Ефим Григорьевич       |                               |
| 1622-1642 | Большой казны         | Черкасский Иван Борисович       | За исключением 1638           |
| 1622-1642 | Иноземский приказ     | Черкасский Иван Борисович       | За исключением 1638           |
| 1622-1642 | Стрелецкий приказ     | Черкасский Иван Борисович       | За исключением 1638           |
| 1622-1637 | Аптекарский приказ    | Черкасский Иван Борисович       |                               |
| 1624-1634 | Казанского дворца     | Черкасский Дмитрий Мамстрюкович |                               |
| 1624-1629 | Владимирский судный   | Одоевский Иван Никитич Меньшой  | Боярин. Первый раз: 1619-1621 |
| 1625-1626 | Сыскной приказ        | Одоевский Иван Иванович Меньшой | Боярин                        |

## Воеводы[13]
| Года      | Город     | Ф,И,О воеводы                 | Примечания                      |
| --------- | --------- | ----------------------------- | ------------------------------- |
| 1625-1628 | Алатырь   | сперва Урусов Иван Степанович | Точно по каким годам неизвестно |
| 1625-1628 | Алатырь   | потом Урусов Иван Васильевич  | Точно по каким годам неизвестно |
| 1620-1625 | Алексин   | Лодыженский Савин Суринов     | В другом акте Ефрем             |
| 1625-1627 | Алексин   | Есипов Пётр                   | Рязанец                         |
| 1625-1626 | Арзамас   | Новосильцев Михаил Игнатьевич |                                 |
| 1625-1627 | Астрахань | Головин Пётр Петрович         |                                 |
| 1625-1627 | Берёзов   | Волконский Лев Михайлович     |                                 |
| 1625-1627 | Борисов   | Левшин Григорий               |                                 |
| 1620-1626 | Боровск   | Трусов Михаил Михайлович      |                                 |
| 1624-1625 | Брянск    | Пронский Пётр Иванович        |                                 |
| 1625-1626 | Брянск    | Нагово Александр Михайлович   | Стольник                        |
| 1625-1626 | Бежецк    | Свечин Данила                 |                                 |
| 1624-1626 | Белгород  | Ладыженский Абросим Иванович  |                                 |
| 1623-1626 | Белёв     | Давыдов Иван Никитич Меньшой  |                                 |

## Родились
- Матвеев, Артамон Сергеевич (1625 — 15 (25) мая 1682, Москва) — государственный деятель, руководитель правительства в конце царствования Алексея Михайловича, один из первых «западников».
- Милославский Иван Богданович (1625 — 30 (8) 9 сентября 1681) — русский государственный и военный деятель, боярин (с 1671 года)[14].

## Умерли
- Волконский, Пётр Борисович (? — 1625) — единственный сын князя Бориса Волконского, городовой воевода.
- Головин, Фёдор Васильевич (ум. 16 апреля 1625) — дворянин московский и воевода, затем окольничий, второй из четырёх сыновей московского дворянина Василия Головина.
- Долгорукова, Мария Владимировна (ум. 6 января 1625, Москва) — первая жена царя Михаила Фёдоровича и первая царица из династии Романовых.
- Трубецкой, Дмитрий Тимофеевич (ум. 24 июня 1625) — военный и политический деятель Смутного времени, один из руководителей Первого ополчения.
- Хворостинин, Иван Андреевич (ум. 28 февраля (10 марта) 1625 г. Сергиев Посад) — государственный и политический деятель, писатель[15].
- Хованский, Иван Фёдорович (ум. 1625) — стольник и воевода, затем боярин.